# Klaus Slatina
Klaus Slatina (* 19. Juni 1941 in Jimbolia, Königreich Rumänien; † 7. Oktober 2022) war ein deutscher Fußballspieler. Von 1963 bis 1971 absolvierte der Allroundspieler in der damals zweitklassigen Fußball-Regionalliga Süd 215 Spiele und erzielte dabei 31 Tore. In der Saison 1967/68 hat er beim Karlsruher SC 29 Spiele (1 Tor) in der Fußball-Bundesliga bestritten.

## Karriere
Der vom FSV Erlangen-Bruck zum Erlanger Stadtteilverein SpVgg Büchenbach gekommene Slatina, gehörte in der Saison 1961/62 der Meistermannschaft der Spielvereinigung in der Amateurliga Nordbayern an. Nach zwei Entscheidungsspielen (0:1/1:1) gegen den Südmeister ESV Ingolstadt um die bayerische Meisterschaft und den Aufstieg in die 2. Liga Süd, wechselte er zur Saison 1962/63 nach Ingolstadt. Im letzten Jahr des alten Ligasystems mit den regionalen Oberligen, qualifizierten sich die Eisenbahner mit der Vizemeisterschaft 1963 für den neuen Unterbau der Bundesliga, die Fußball-Regionalliga Süd 1963/64. Noch als Mittelstürmer im WM-System agierend, debütierte Slatina am 4. August 1963, beim 1:1-Heimremis gegen Borussia Fulda an der Seite der Mitspieler Ernst Apfelbeck, Horst Blechinger und Willibald Mikulasch in der Regionalliga Süd. Er trug sich erstmals als Torschütze ein und absolvierte für Ingolstadt 33 Spiele mit zehn Toren. Im Lauf der Runde erlebte er nach einem Trainerwechsel die intensive Arbeit von Karl Mai; der ESV hielt mit dem 12. Platz die Klasse.
Zur Runde 1964/65 unterschrieb Slatina aber einen neuen Vertrag beim Ligarivalen SpVgg Fürth und wechselte ins Frankenland zur „Kleeblatt-Elf“. Unter Trainer Željko Čajkovski stand er in der Elf von Fürth, die am 15. August 1964, den favorisierten FC Bayern München vor 11.000 Zuschauern mit einem 2:1-Heimsieg auf die Heimreise schicken konnte. Mit Mitspielern wie Peter Löwer, Paul Derbfuß, Robert Ehrlinger, Ernst Tauchmann, Norbert Knopf, Richard Albrecht, Ernst Perras, Jürgen Billmann, Hermann Marchl, Bernd Windhausen belegten die Weiß-Grünen den vierten (1966) und mit Trainer Robert Gebhardt in der Saison 1966/67 den dritten Rang. Mit zwei Punkten Rückstand zu Offenbach und Hof verfehlten die Fürther die Aufstiegsrunde und hatten mit 30:4 Heimpunkten und der Hinrundenbilanz von 27:7 Punkten dabei geglänzt. In Offenbach und Hof wurde jeweils mit 0:1 verloren und in den Heimspielen reichte es zu zwei Remis. Der zumeist im Mittelfeld eingesetzte Slatina hatte in 30 von 34 Rundenspielen sieben Tore erzielt. In drei Jahren bei der SpVgg Fürth hatte der zweikampfstarke Slatina mit insgesamt 91 Einsätzen und 14 Toren die Bundesliga auf sich aufmerksam gemacht. Zur Runde 1967/68 unterschrieb er beim badischen Bundesligisten Karlsruher SC einen Lizenzvertrag und wechselte zu den Blau-Weißen vom Wildparkstadion.
Neben Slatina kamen noch mit Jürgen Rynio, David Scheu, Günter Herrmann und Gérard Hausser vier weitere Spieler zum KSC. Die Bundesligapremiere verlor Slatina am 26. August 1967 mit einer 0:2-Heimniederlage gegen den MSV Duisburg. Er bildete dabei mit Eugen Ehmann, Kapitän Jupp Marx und Helmut Kafka die Defensive der Mannschaft von Trainer Paul Frantz. Der Neuzugang aus Fürth erlebte eine schwache Runde des KSC; mit dem 18. Rang den Abstieg und neben Frantz auch noch die weiteren Trainer Georg Gawliczek und Bernhard Termath. In seinem zweiten Jahr in Baden wurde er mit dem Karlsruher SC unter dem neuen Trainer Kurt Baluses 1968/69 Meister in der Regionalliga Süd. Mit Rückkehrer Horst Wild und dem Neuzugang Theo Menkhaus hatte sich die Wildpark-Elf in der Offensive gut verstärkt und Torjäger Christian Müller bewies mit 23 Treffern seine weiter gegebene Torgefährlichkeit. In der Aufstiegsrunde erzielte Slatina in vier Einsätzen drei Tore, aber Rot-Weiss Essen schaffte den Bundesliga-Aufstieg.
Nach zwei Runden zog er von Karlsruhe nach Mannheim und spielte zur Saison 1969/70 bei den Rasenspielern des VfR. In Mannheim erlebte Slatina zwei Jahre Abstiegskampf. Im ersten Jahr, 1969/70, ging es mit dem Erreichen des 15. Platzes gerade noch gut. Altligaspieler Karl Vetter hatte Trainer Heinz Elzner im Laufe der Runde abgelöst und mit dem 3:0-Heimerfolg am 18. Mai 1970 gegen den 1. FC Nürnberg – zwei Tore von Slatina – war der Klassenerhalt gelungen. Im Sommer 1971 stand der Abstieg des Mannheimer Traditionsvereines mit dem 16. Tabellenrang aber fest.
Slatina beendete nach den zwei Jahren beim VfR Mannheim seine Profilaufbahn und kehrte in seine Heimat nach Erlangen zurück und übernahm zur Runde 1971/72 als Spielertrainer die SpVgg Büchenbach. Bis 1977 übte er diese Aufgabe aus. Es folgte noch die Station bei der SpVgg Erlangen (1977/78) und Engagements als Trainer bei den Vereinen SpVgg Büchenbach, SV/DJK Weingarts und TSV Eintracht Bamberg.